# Blepharis burundiensis
Blepharis burundiensis är en akantusväxtart som beskrevs av K. Vollesen. Blepharis burundiensis ingår i släktet Blepharis och familjen akantusväxter. Inga underarter finns listade i Catalogue of Life.